# ヤカ
ヤカ(Yaka)あるいは ヤカー(Yakaa) とは、スリランカで語られる悪魔・悪鬼の類。インドのヤクシャ、仏教でいう夜叉に相当する。原住民であるヴェッダ人の事を指していたというのが定説だという。スリランカでは今でも、病気とヤカは関連付けられて語られるという。また、ヤカは邪視の能力を持ち、ヤカに見られた人間には不幸がもたらされるという。スリランカ建国伝説では、セイロン島は人間が上陸する前はヤクシニー（ヤカ）が支配する国だったが、シンハラ人の祖先ウィジャヤがヤカを追いやったとされる。
ウィジャヤがまだ大陸にいたころ、仕えていた王がある女を後宮に入れた。ウィジャヤは「あの女はヤクシニーです、人を食います」と進言したが、王は「なに、女なんてみんなヤクシニーだ」と言って取り合わなかったという。その後本当に王はヤクシニーに食べられてしまった。ウィジャヤはその後セイロン島に上陸し、ヤカを追放しスリランカを建国する。
スリランカでは今でも呪術師による悪魔祓いが行われており、ヤカ調伏のためにカボチャを半分に切り、ヤカがかけた呪詛「コディウィナ」を断ち切る（キャピーマ）という。この呪法は呪術師のみならず家族全体で一晩中かけて行い、「病人以外の近隣に知られてはいけない」という。